# حوزه انتخابیه ششم ماساچوست
حوزه انتخابیه ششم ماساچوست یک حوزه انتخابیه مجلس نمایندگان آمریکا است که در ایالت ماساچوست قرار دارد.